# Sutherland (Nouvelle-Galles du Sud)
Pour les articles homonymes, voir Sutherland.
Sutherland est une banlieue du sud de Sydney, dans l'État de Nouvelle-Galles du Sud, en Australie. Sutherland est situé à 30 kilomètres au sud du quartier central des affaires de Sydney et est le centre administratif de la zone d'administration locale du comté de Sutherland.
En 2016, sa population est de 10 816 habitants.